# ミンカ・フィッツパトリック
ミンカ・アナン・フィッツパトリック・ジュニア（Minkah Annane Fitzpatrick Jr., 1996年11月17日 - ）は、アメリカ合衆国ニュージャージー州オールドブリッジ出身のプロアメリカンフットボール選手。NFLのマイアミ・ドルフィンズに所属している。ポジションはセイフティ。

## 経歴

### カレッジ
アラバマ大学では1年目の2015年シーズンから先発を務め、45タックル、2サック、2インターセプトを記録。チームはCFPナショナルチャンピオンシップで優勝した。
2016年シーズン、アーカンソー大学戦でインターセプトから100ヤードのリターンTDを記録した。これはアラバマ大学の選手としては最長のリターンTDだった。SECチャンピオンシップのフロリダ大学戦でもリターンTDを記録し、アラバマ大学の選手のシーズン最多リターンTD記録を更新した。
2017年シーズンは60タックル、1.5サック、1つのインターセプトを記録した。チームは2年ぶりにCFPナショナルチャンピオンシップで優勝した。このシーズン終了後、2018年のNFLドラフトにアーリーエントリーした。

### マイアミ・ドルフィンズ
ドラフト全体11位でマイアミ・ドルフィンズから指名され、その後4年総額1,640万ドルのルーキー契約を結んだ。

#### 2018年シーズン
第3週のオークランド・レイダース戦でキャリア初先発し、翌週のニューイングランド・ペイトリオッツ戦でトム・ブレイディからキャリア初となるインターセプトを記録した。第15週のミネソタ・バイキングス戦ではカーク・カズンズからインターセプトを記録し、そのまま50ヤードのリターンTDを記録した。

#### 2019年シーズン
第1週のボルチモア・レイブンズ戦で6タックルを記録したが、チームは59-10と大敗した。この試合後にチームの方向性に不満を募らせ、トレードを要求した。

### ピッツバーグ・スティーラーズ
2019年9月16日に、2020年のドラフト1巡目指名権、4巡目指名権、2021年の6巡目指名権とのトレードで、ピッツバーグ・スティーラーズへ移籍した。第3週のサンフランシスコ・49ers戦で移籍後初出場し、ジミー・ガロポロからインターセプトを記録した。第8週の古巣ドルフィンズ戦ではライアン・フィッツパトリックから2つのインターセプトを記録した。第10週のロサンゼルス・ラムズ戦ではジャレッド・ゴフからインターセプトを記録し、そのまま43ヤードのリターンTDを記録した。このシーズンは自身初となるプロボウル、オールプロファーストチームに選出された。

#### 2020年シーズン
第6週のクリーブランド・ブラウンズ戦でベイカー・メイフィールドからシーズン初となるインターセプトを記録した。第11週のジャクソンビル・ジャガーズ戦では2つのインターセプトを記録して勝利に貢献し、チームは開幕10連勝を達成した。このシーズンもプロボウル、オールプロファーストチームに選出された。

#### 2021年シーズン
開幕前にスティーラーズから5年目の契約オプションを行使された。2021年11月15日に新型コロナウイルスに感染し、リザーブへ送られた。

#### 2022年シーズン
2022年7月16日にスティーラズと4年7,360万ドルの契約延長に合意した。セイフティとしては現役最高額となった（翌月にダーウィン・ジェームズが更新）。
このシーズンはリーグトップタイの6インターセプトを記録し、2年ぶりにプロボウル、オールプロファーストチームに選出された。

#### 2023年シーズン
ハムストリングの負傷で中盤の4試合を、膝の負傷で最後の3試合を欠場した。

#### 2024年シーズン
全17試合に先発出場し、3年連続となるプロボウルに選出された。

### マイアミ・ドルフィンズ
2025年6月、ジャレン・ラムジーおよびジョンヌ・スミスと交換にトレードされた。